# Mistrzostwa Polski Strongman 2011
Mistrzostwa Polski Strongman 2011 – doroczne, indywidualne zawody polskich siłaczy.

## Kwalifikacje
Data: 3 lipca 2011 r.

Miejsce: Niestum  Polska
Odpadli w kwalifikacjach:
| Miejsce | Zawodnik           | Punkty           |
| ------- | ------------------ | ---------------- |
| 7.      | Rafał Wilczyński   | 20               |
| 8.      | Krzysztof Jarocki  | 14               |
| 9.      | Sławomir Jankowski | 14               |
| 10.     | Marcin Wlizło      | 10               |
| 11.     | Wojciech Jastrząb  | 6 (kontuzjowany) |
| 12.     | Robert Kalinowski  | 6 (kontuzjowany) |

## Finał
Data: 3 lipca 2011 r.

Miejsce: Niestum  Polska
Wyniki zawodów:
| Miejsce | Zawodnik        | Punkty |
| ------- | --------------- | ------ |
| 1.      | Janusz Kułaga   | 54     |
| 2.      | Sławomir Toczek | 49,5   |
| 3.      | Sebastian Kurek | 43     |
| 4.      | Tomasz Lademann | 35,5   |
| 5.      | Michał Kopacki  | 32     |
| 6.      | Lubomir Libacki | 31     |